# جعفر سالاری نسب
جعفر سالاری نسب (زاده ۱۳۴۶ آبادان) مدیر عامل سابق شرکت ملی پخش فرآورده های نفتی ایران بود
وی دانش‌آموخته کارشناسی مهندسی شیمی از دانشگاه‌رازی‌کرمانشاه و کارشناسی ارشد مدیریت دولتی از دانشگاه‌صنعت‌نفت می‌باشد. سالاری‌نسب فعالیت شغلی خود را از  پالایشگاه نفت آبادان آغاز کرد، سپس بعد از قبول مسئولیت های مختلف و نوآوری های فراوان در صنعت نفت در سال ۱۳۹۱ شرکت‌ملی‌پخش‌فرآورده‌های‌نفتی منتقل شد،سالاری نسب در فاصله سالهای ۱۳۹۲ تا ۱۳۹۷ مدیر عامل شرکت نفت منطقه استان کرمان بود.و در فاصله سالهای ۱۳۹۷ تا ۱۴۰۰ مدیرعامل شرکت نفت منطقه چهارمحال و بختیاری بود.سالاری نسب در سال ۱۴۰۰ مدیر تامین و توزیع شرکت‌ ملی‌ پخش‌ فرآورده‌های‌ نفتی‌ ایران شد.او در سال ۱۴۰۱ به عنوان مدیر عملیات شرکت‌ ملی‌ پخش‌ فرآورده‌های‌ نفتی‌ ایران منصوب شد. و تا سال ۱۴۰۳ به عنوان مدیر عامل شرکت ملی پخش فرآورده های نفتی ایران مشغول به کار بوده است.